# قسم بيشخور الريفي (مقاطعة فامنين)
قسم بيشخور الريفي (بالفارسية: دهستان پیشخور) هي منطقة ريفية تقع في Pish Khowr District في إيران. يقدر عدد سكانها بـ 4,327 نسمة .